# 티나 마리
티나 마리(Teena Marie, 1956년 3월 5일 ~ 2010년 12월 26일)는 미국의 가수이다.